# 威廉·亨利·端纳
威廉·亨利·端纳（英語：William Henry Donald；1875年—1946年11月9日），澳大利亞人，曾先後擔任過中國國父孫中山、張學良和前故中華民國總統蔣中正、前故中華民國第一夫人蔣宋美齡夫婦私人顧問。:374一生事業都在中國，曾贊助辛亥革命，後來又成為中華民國北洋政府客卿。是中华民国时期中国政坛上最为活跃的西洋人，有“中国的端纳”之稱。

## 早年生活
端纳出生于澳大利亚新南威尔士州里斯峪，曾作为印刷厂的排字工，23岁成为新闻记者。他本來是《泰晤士報》記者。:3211903年，到香港采访，从此再也没有回到故乡。

## “中国的端纳”
1906年，他先於香港《德臣西报》任總编輯兼社長，后任《遠東評論》編輯，为当时两广总督张人骏顾问，并结识革命党人胡汉民、宋耀如等。1911年，他作为《纽约先驱论坛报》驻中国记者抵达上海，联系上伍廷芳，并成为武昌起义的上海总部顾问，孙中山回国后，他担任孙中山政治顾问，参与起草中华民国第一个政治纲领——《共和政府宣言》。
他於1915年曾首先揭露日本向袁世凯提出之“二十一条”卖国协定內容，并到《泰晤士报》发表，引起世界轰动，促使“倒袁”成功。1920年，經濟討論處（Bureau of Economic Information）成立，端納任新聞處長兼代理處務，負責經濟調查事。:374他是北洋政府顾问:321、客卿。1928年，張學良到奉天，就把他帶回奉天當顧問。:321是張學良私人顧問。:321曾任張作霖父子謀士，與張學良交往密切。曾帮助张学良戒除吸鸦片，促使其东北易帜，并帮助中国抗日。

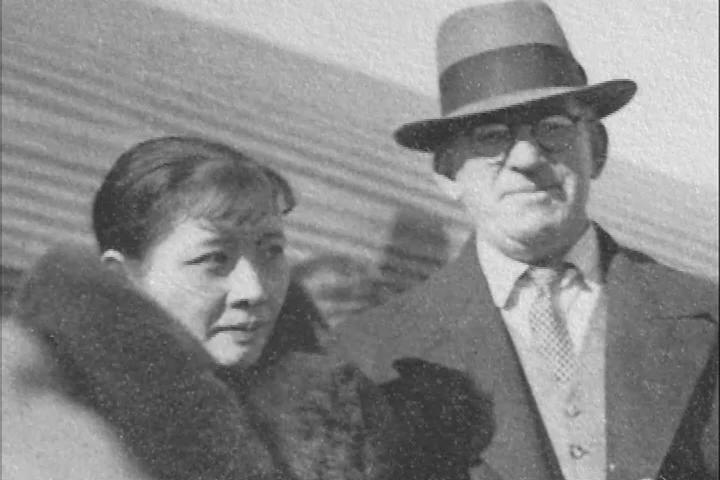
西安事变时端纳与宋美龄合影，拍摄于1936年12月

## 西安事变
1936年12月12日，宋美齡在上海找到威廉·亨利·端納。他是英籍澳大利亞人，原為新聞記者，辛亥革命前到中國，後任張學良秘書，1933年張下野後曾陪張遊歷歐洲。1934年初，隨張回國不久，又被聘為蔣介石顧問。西安事變發生時，他正在上海。端納依據多年來對張之瞭解，相信張不會殺蔣。他欣然接受宋之約請，決定親赴西安，探明真相。是夜，端納隨孔、宋離開上海，趕赴南京。同行者還有與蔣、宋關係密切之勵志社總幹事黃仁霖。宋派黃陪同端納赴陝，擔任端納與蔣談話之翻譯。
12月13日中午，宋、孔不顧何之反對，毅然派端納飛離南京，經洛陽赴陝。12月15日，端納到西安後，張請他勸蔣接受西安方面主張，鄭重表示只要蔣答應抗日，就立刻釋放他，張還表示將親自送他回南京，繼續擁護他為領袖。端納見到蔣。端納告訴蔣，南京政府已決議討伐張、楊。
12月20日上午10時，宋子文飛離南京，他兩名秘書和剛從獄中要出來之郭增愷飛到西安，張、楊和端納到機場迎接。12月22日，宋美齡毅然離開南京，飛赴西安。宋子文、端纳與之同行。12月23日和12月24日，宋美齡兩次會見周恩來。蔣指定宋氏兄妹作為代表與西安方面談判。
端纳作为调停人，数次往返南京与西安之间，并建议蒋接见周恩来，对和平解决西安事变有一定影响。

## 晚年
端纳始终希望中国发展政治民主，1940年，因为和蒋介石意见不和，辞职离开中国，驾艇环游太平洋。1941年，太平洋战争爆发，宋美龄急电端纳希望他回中国助战，他在回中国途中，经过被日军占领的菲律宾时被关入集中营，当时日本侵略军正在悬赏捉拿他这个“帮中国人反击东洋的西方魔鬼”，但集中营中的人没有一人出卖他。
1945年2月，应蒋介石要求，美国远东地区司令道格拉斯·麦克阿瑟组织了一次“洛斯巴尼斯”行动，用空降兵占领了集中营专门解救端纳，将他用美军直升机送往珍珠港海军基地医院疗养。但他身体状况已经非常糟糕，常在病榻上大口咯血，并诵念尼采的名诗《太阳落了》：
|  | 生命的日子啊， 我的太阳落了， 呼吸从无名的唇中吹过， 伟大的清凉来了。 |

在他垂危时，宋美龄派飞机接他回上海医治，在其弥留之际，亲自立在他床侧为他诵读《圣经》。他去世后，将他葬在宋家家族墓地中。